# New York Film Academy
La New York Film Academy - School of Film and Acting (NYFA) est une école de cinéma et d'art dramatique basée à New York, aux États-Unis. Elle est fondée en 1992 par Jerry Sherlock, un ancien producteur de télévision, de cinéma et de théâtre. À l'origine, l'école était située dans les locaux de Tribeca Productions, une entreprise fondée par Robert De Niro et Jane Rosenthal en 1989. Au début, l'école offrait des sessions de quatre semaines intensives dédiées à la réalisation et au storytelling, avant de proposer des formations plus complètes en raison de sa réputation grandissante et de l'affluence d'étudiants. Le Président de l'établissement est aujourd'hui Michael J. Young.

## Formations et campus
La NYFA regroupe des enseignants de prestigieuses facultés américaines telles que la Tisch School of the Arts, l'université Columbia, l'université de Californie du Sud, l'université Standford, l'université Harvard ou l'université Yale. Le réalisateur Adam Nimoy fait également partie de l'école.
La New York Film Academy est désormais reconnue dans le monde entier, et possède de nombreux campus dans plus de dix pays. Plus de 7 500 étudiants étudient chaque année à l'école, qui propose des formations dans de nombreux domaines tels que la photographie, la réalisation, la production documentaire, l'édition, l'animation 3D, le design graphique ou l'illustration. En 2008, la NYFA s'associe avec NBC News dans le but de créer une formation de journalisme digital. En 2010, le contrat entre la NYFA et NBC News prend fin mais la NYFA continue malgré tout à offrir des formations dans le domaine du journalisme. Des ateliers et des formations à court terme de la NYFA sont proposés dans les villes suivantes :
- New York, États-Unis
- Los Angeles, États-Unis
- Cambridge, États-Unis
- Gold Coast, Australie
- Sydney, Australie
- Abou Dabi, Émirats arabes unis
- Orlando, États-Unis (dans les Disney's Hollywood Studios)
- Florence, Italie
- Paris, France
- Bombay, Inde
- Rio de Janeiro, Brésil
- Pékin, Chine
- Shanghai, Chine
- Moscou, Russie
- Doha, Qatar
- Jakarta, Indonésie
- Kyoto, Japon
- Minsk, Biélorussie
- Istanbul, Turquie
- Séoul, Corée du Sud
- Barcelone, Espagne
- Amsterdam, Pays-Bas
- Londres, Angleterre

## Intervenants célèbres
De nombreux acteurs et des figures importantes de l'industrie télévisuelle ont donné des conférences à la NYFA, on retrouve entre autres Steven Spielberg, Philip Seymour Hoffman, Al Pacino, Doug Liman, Ben Stiller, Kevin Spacey, Ben Kingsley, Mira Nair, Jamie Lee Curtis ou Josh Brolin.

## Etudiants notables
L'école compte de nombreux anciens étudiants qui ont fait carrière dans divers domaines tels que la production, le cinéma, l'écriture ou la réalisation, entre autres :
- Kemi Adetiba, réalisatrice nigériane
- Bevin Prince, un des acteurs de One Tree Hill
- Glen Hansard, acteur et chanteur
- Warina Hussain, mannequin afghane
- Jessica Lee Rose, aka lonelygirl15
- Stephanie Linus, actrice
- Imran Khan, acteur de Bollywood
- Vũ Hoàng My, mannequin
- Brittany Andrews, actrice
- Joshua Leonard, acteur
- Sasha Cohen, actrice et patineuse artistique
- Rah Digga, actrice et rappeuse
- Analeigh Tipton, mannequin et actrice
- Eamonn Walker, acteur
- Naya Rivera, actrice
- Camilla Luddington, actrice
- Shaquille O'Neal, acteur et joueur de basketball
- Benedetta Caretta, chanteuse italienne
- Thishiwe Ziqubu, actrice et réalisatrice sud-africaine
- Eloghosa Osunde, écrivaine et artiste nigériane